# Саки (станция)

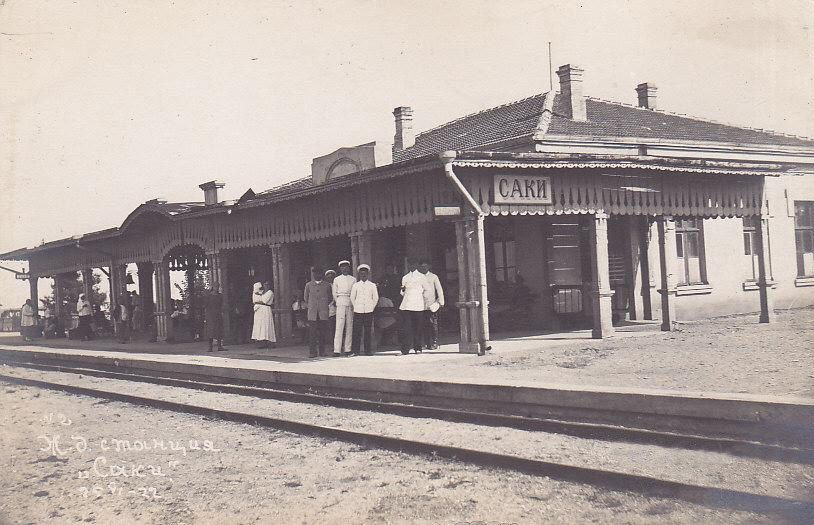
Железнодорожная станция Саки, 1922 год.

Саки (укр. Саки) — железнодорожная станция в Крыму. Названа по городу, в котором расположена.

## История
Основана в 1915 году при пуске линии Остряково — Евпатория.
В 1974 году завершена электрификация линии Остряково — Евпатория, запущено движение электропоездов Симферополь — Евпатория и (до 2004 года) Джанкой — Евпатория.

## Деятельность

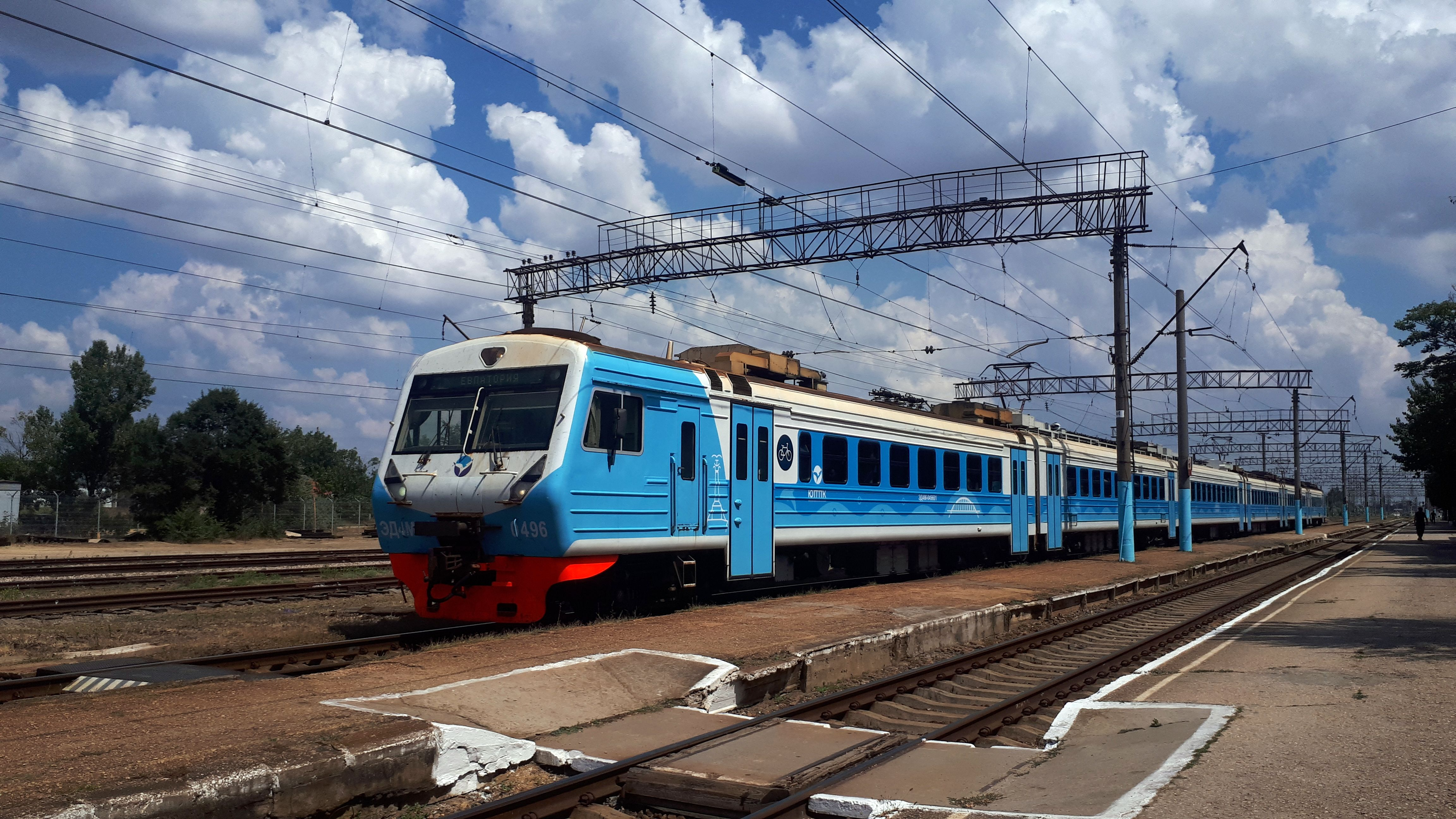
ЭД4М на станции.

На станции останавливаются пять пар электропоездов сообщением Симферополь — Евпатория и поезд «Евпатория — Керчь».